# Sergueï Alymov
Sergueï Iakovlevitch Alymov (Сергей Яковлевич Алымов), né le 24 mars/5 avril 1892 au village de Slavgorod dans le gouvernement de Kharkov et mort le 29 avril 1948 à Moscou, est un écrivain, poète et parolier soviétique.

## Biographie
Alymov étudie à l'école de commerce Alexandre III de Kharkov, mais ne termine pas ses études. À l'été 1911, il est exilé dans le gouvernement du Ienisseï en Sibérie à cause d'activités révolutionnaires; mais il parvient à s'échapper en Chine. Il voyage au Japon, en Corée et en Australie (à Brisbane), puis il retourne en Chine, où il s'installe à Harbin en 1917, ayant échappé à la Première Guerre mondiale et échappant à la Révolution russe. En 1920, il publie son premier volume de poésies inspirées du futurisme. Il fonde à Vladivostok (qui n'est pas encore prise par les bolchéviques) un groupe d'artistes futuristes avec David Bourliouk, Nikolaï Asseïev et Sergueï Tretiakov qui se réunit au journal Tvortchestvo (Création, Творчество). Il s'installe en 1926 en Union soviétique.
Cependant, il est envoyé en 1930 au camp de travail forcé de Belbaltlag (camp Mer Blanche-Canal baltique), où il se retrouve au département culturel et éducatif (KVO). Il publie pour les prisonniers le journal Perekovka («Перековка»), écrit des essais et des poèmes, compose un dictionnaire d'argot des prisonniers; ses lettres de cette époque à sa femme, Maria Fiodorovna Kornilova, ont été conservées. En 1933, Alymov fait partie du groupe d'écrivains soviétiques à qui il est ordonné d'écrire un livre sur la construction du canal de la mer Blanche; celui-ci paraît en 1934 sous le titre Le Canal Staline. Grâce à son travail en direction des prisonniers, Alymov est libéré plus tôt que prévu. Il rentre à Moscou à la fin de l'année 1931.
À Moscou, il écrit des poèmes et des paroles de romances qui rencontrent le succès, comme Vassia-Vassiliok (1940, musique de Novikov), Les Jolies fleurs de printemps dans le jardin (Хороши весной в саду цветочки, musique de Mokroussov) et Sous la lune dorée (Под луной золотой, musique de Dounaïevski), et il a également été crédité de la paternité de l'hymne partisan Par les monts et par les vallées (По долинам и по взгорьям). En 1962, la Cour suprême de la RSFSR a statué que les droits d'auteur sur cet hymne de renommée mondiale appartenaient uniquement à Piotr Parfionov.
Une de ses œuvres les plus connues en Occident est son roman Shanghai, réflexion littéraire sur la vie à Shanghai, au début des années 1920.
En raison de sa bonne connaissance de l'anglais, il était souvent utilisé à Moscou comme interprète pour les écrivains américains en visite en URSS. Dans les années 1930, cependant, son alcoolisme mit fin à cette activité. Pendant la Grande Guerre patriotique, il prend part à la défense de Sébastopol. Il meurt en 1948 d'un accident de voiture.

## Œuvres
- Киоск нежности: Стихи (Le Pavillon de la tendresse: poèmes), éd. Окно, Harbin, 1920
- Оклик мира. Harbin, 1921.
- Нанкин-род. Proletarij, Kharkov, 1929
  - Traduction en allemand: Schanghai, traduit du russe par Boris Krotkow et Hedwig Stern, Büchergilde Gutenberg, Berlin, 1932
- Песни. Сов. писатель, Moscou 1939
- Все для победы! Стихи и песни. Сов. писатель, Moscou et Kazan, 1942
- Этих дней не смолкнет слава, éd. Военмориздат, Moscou et Léningrad, 1946
- Песни. Музгиз, Moscou et Léningrad, 1948
- Стихи и песни. Сов. писатель, Moscou, 1949
- Избранное, éd. Воениздат, Moscou, 1953